# Yerba Buena Center for the Arts

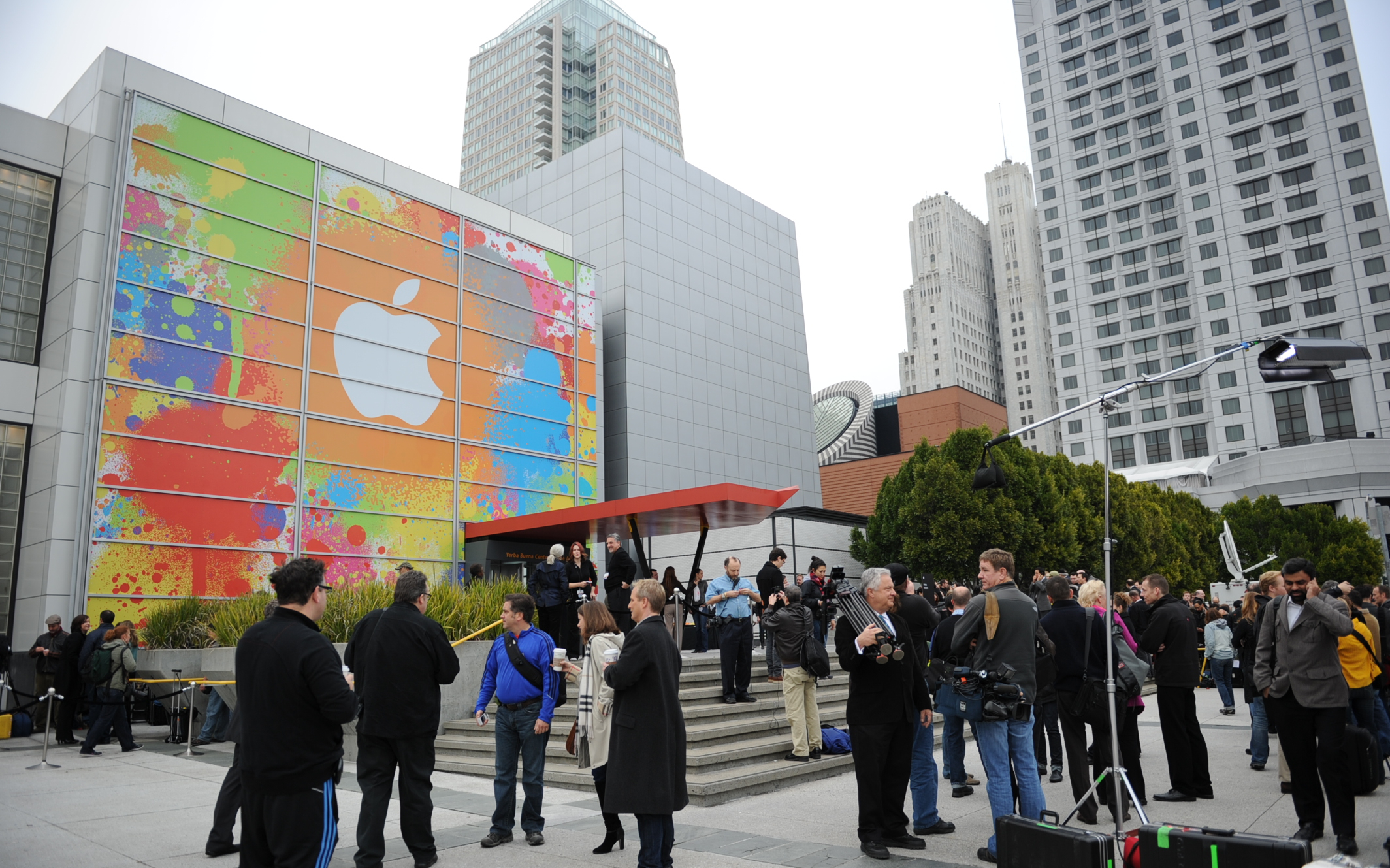
Yerba Buena Center for the Arts w 2010

Yerba Buena Center for the Arts – amerykańskie centrum sztuki współczesnej mające swoją siedzibę w San Francisco w Kalifornii.
Centrum znajduje się w Yerba Buena Gardens. W Yerba Buena Center prezentowane są dzieła sztuki, przedstawienia i filmy lokalnych, amerykańskich i obcych twórców. Przedstawienia odbywają się w ciągu roku w dwóch różnych budynkach: galerii i formum zaprojektowanych przez japońskiego architekta Fumihiko Maki oraz teatrze zaprojektowanym przez amerykańskiego architekta Jamesa Stewarta Polsheka.
Centrum często wykorzystywane jest przez koncern Apple Inc. przy prezentacji lansowanych przez firmę nowych produktów.